# Krompachy
Krompachy (en hongrois Korompa) est une ville de la région de Košice, en Slovaquie, dans l'ancien comitat hongrois de Spiš. Sa population est de 8 809 habitants.

## Histoire
La première mention écrite de la ville date de 1246.

## Démographie

### Évolution de la population
| Année:               | 1994. | 2004.   | 2014.   | 2024.   |
| -------------------- | ----- | ------- | ------- | ------- |
| Nombre de personnes: | 8442  | 8870    | 8889    | 8587    |
| Différence:          |       | +5,06 % | +0,21 % | -3,39 % |

| Année:               | 2023. | 2024.   |
| -------------------- | ----- | ------- |
| Nombre de personnes: | 8584  | 8587    |
| Différence:          |       | +0,03 % |

## Jumelages

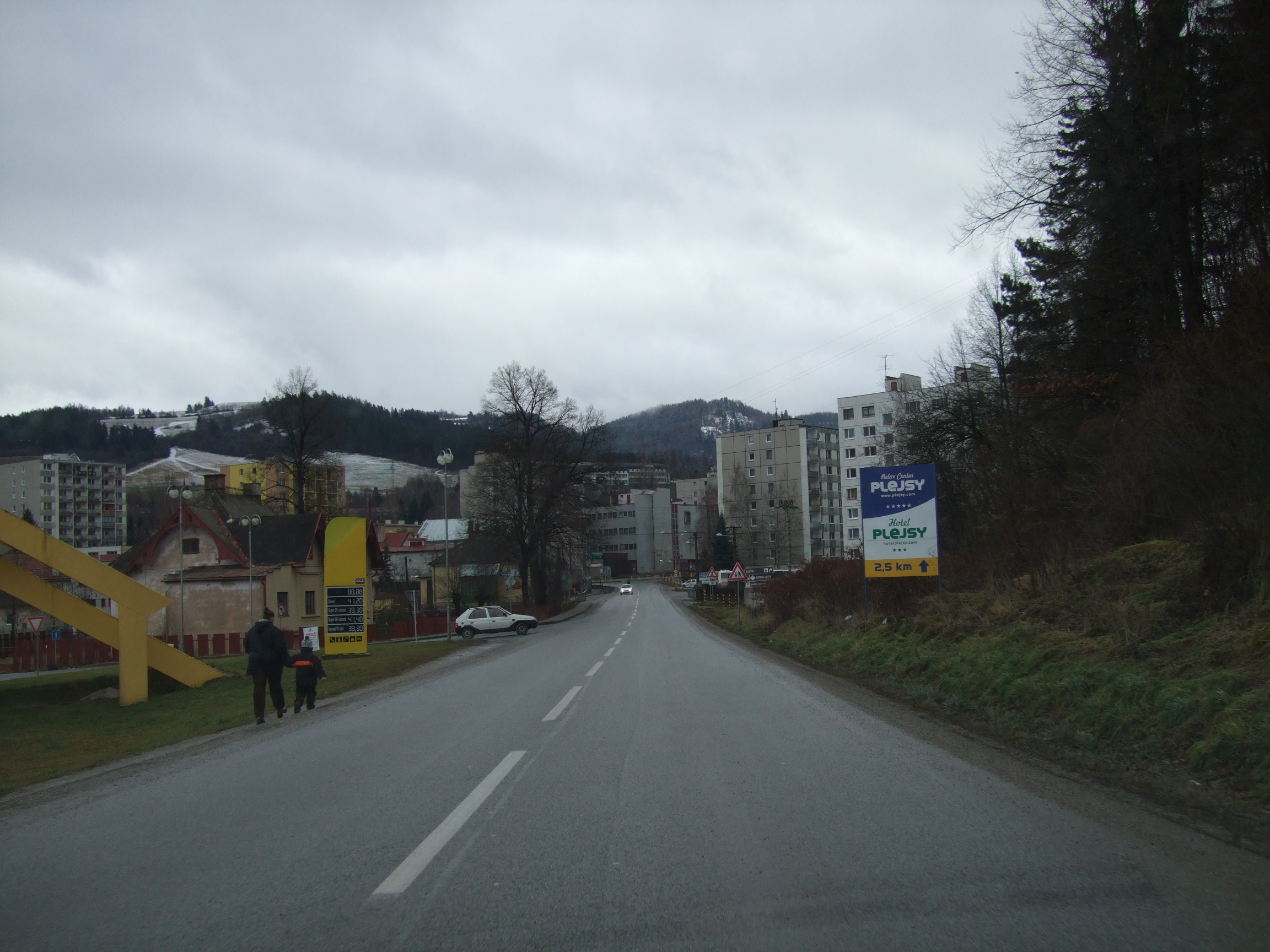

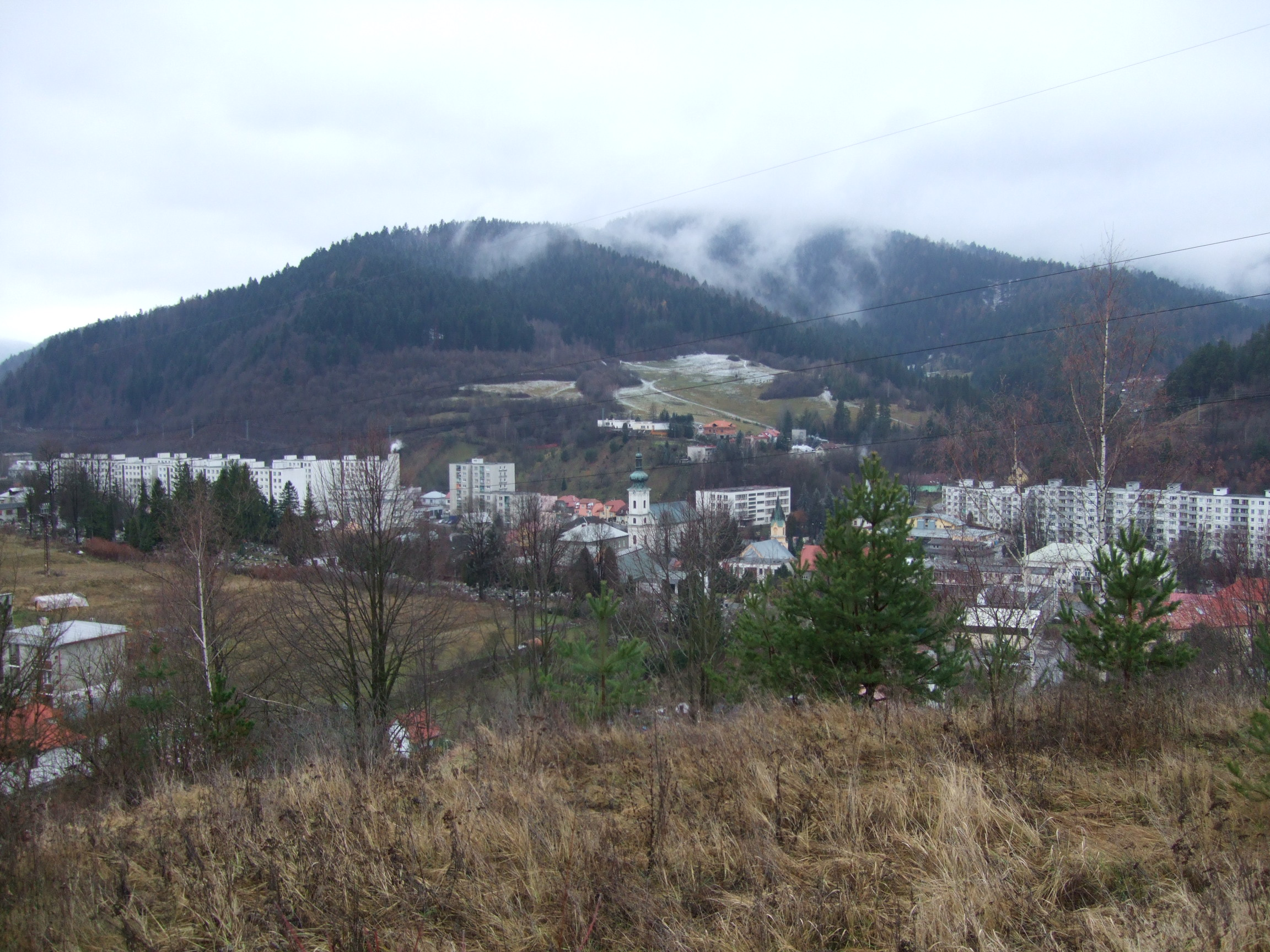

- Békéscsaba (Hongrie)
- Gaszowice (Pologne)
- Nădlac (Roumanie)
- Rýmařov (Tchéquie)